# Josefov (district de Sokolov)
Pour les articles homonymes, voir Josefov.
Josefov (en allemand : Josefsdorf) est une commune du district de Sokolov, dans la région de Karlovy Vary, en République tchèque. Sa population s'élevait à 383 habitants en 2020.

## Géographie
Josefov se trouve à 8 km au nord-ouest du centre de Sokolov, à 21 km à l'ouest de Karlovy Vary et à 134 km à l'ouest de Prague.
La commune est limitée par Krajková à l'ouest et au nord, par Dolní Nivy au nord-est, Lomnice à l'est, par Svatava au sud-est, et par Habartov au sud-ouest.

## Histoire
La première mention écrite de la localité date de 1833.

## Administration
La commune se compose de quatre quartiers :
- Hřebeny
- Josefov
- Luh nad Svatavou
- Radvanov